# Festival Pause Guitare

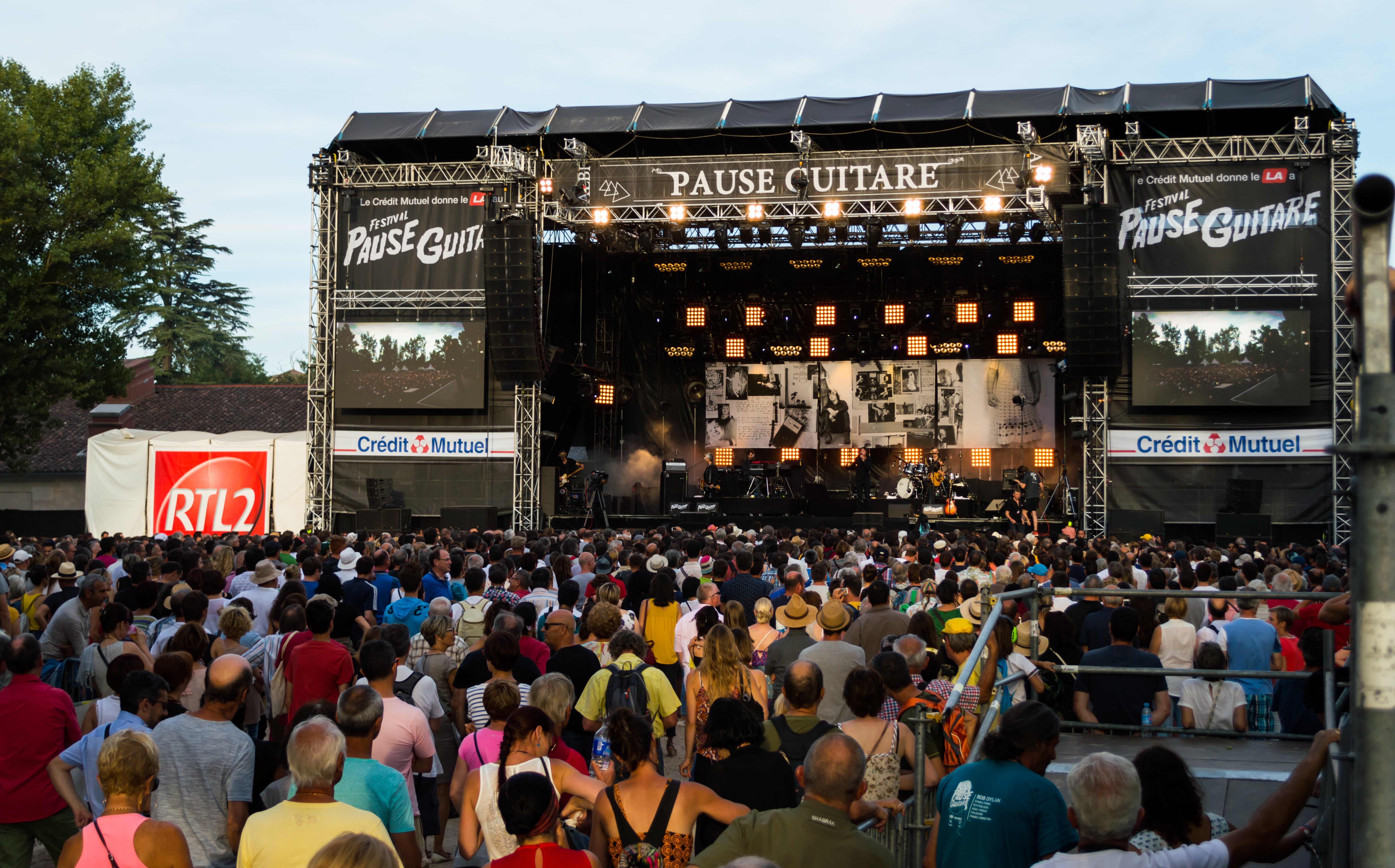
Pause Guitare 2015.

Festival Pause Guitare är en musikfestival som hålls i Albi i Occitanien i södra Frankrike i början av juli varje år. Den startades av föreningen Assocoation Arpèges et Trémoloso och är i grunden en gitarrbaserad festival. Grundarföreningens namn innehåller de två musiktermerna arpeggio och tremolo, som båda har kopplingar till gitarrspel. Den första festivalen hölls 1996 på torget i den mindre orten Monestiès och hade 150 besökare efter några år hade den flera tusen och år 2006 flyttades arrangemanget till staden Albi, på torget utanför katedralen Sainte-Cécile, bland annat av ekonomiska skäl. År 2016 hade festivalen sju scener och 75 000 besökare under de sex dagarna den pågick.